# Theodor Hänsch
Theodor Wolfgang Hänsch (30. října 1941, Heidelberg) je německý fyzik. V roce 2005 obdržel spolu s John Hallem a Royem Glauberem Nobelovu cenu za fyziku za příspěvek k rozvoji laserové spektroskopie. Hänsch je ředitelem Institutu Maxe Plancka pro kvantovou optiku. Od roku 2006 je členem Papežské akademie věd.